# Детвилер
Детвилер (фр. Dettwiller) насеље је и општина у источној Француској у региону Алзас, у департману Доња Рајна која припада префектури Саверн.
По подацима из 2011. године у општини је живело 2699 становника, а густина насељености је износила 250,6 становника/km². Општина се простире на површини од 10,77 km². Налази се на средњој надморској висини од 170 метара (максималној 218 m, а минималној 162 m).

## Демографија
| 1962. | 1968. | 1975. | 1982. | 1990. | 1999. | 2011. |
| ----- | ----- | ----- | ----- | ----- | ----- | ----- |
| 2.558 | 2.626 | 2.743 | 2.598 | 2.544 | 2.584 | 2.699 |

График промене броја становника у току последњих година